# Mötet i Uppsala 1319
Mötet i Uppsala 1319 var en sammankomst som hölls i Uppsala (Mora stenar) för att välja Magnus Eriksson till kung. Det genomfördes under juli år 1319.
Valet skedde den 8 juli, och samtidigt slöts en överenskommelse, kallat frihetsbrevet, där aristokratin förband sig till vissa skyldigheter.
För valet hade lagmännen kallats till Mora sten. Detta blev sedan den föreskrivna metoden genom en valstadga år 1335 och Magnus Erikssons landslag cirka 1350. Lagmännen "skall, envar från sin lagsaga, med samtycke av alla dem som är boende i lagsagan, utse tolv kloka och kunniga män och med dem på utsatt dag och tid komma till Mora ting för att välja konung". 